# Мещовский кремль
Мещовский кремль — древняя крепость Мещовска (Мезецка), находившаяся на холме в центре города, носящем название Рождественская гора и Царицын курган.
Городище расположено на правом берегу реки Туреи. Площадка вытянутая с запада на восток и овальная в плане (106x66 м). От оборонительных сооружений остались плохо прослеживаемые земляные валы. Культурный слой на городище составляет 1,6 м, он сильно перемешан и содержит обломки древнерусской (XII—XIV) и русской (XV—XVII) гончарной посуды. Поселение было обследовано экспедицией Татьяны Никольской.
Детинец древнерусского Мещовска существовал как минимум с середины XIII века, поскольку город впервые упомянут в летописях под 1238 годом. Археологические данные свидетельствуют о ещё более древнем поселении. В XIV веке являлся центром удельного Мезецкого княжества и резиденцией князей Мезецких, которые позже попали под сюзеренитет Великого княжества Литовского. Во время русско-литовской войны 1487—1494 годов князья Мезецкие бежали в Москву и крепость была занята литовским войском, однако затем взята без боя русским войском, которое смогло пленить литовский гарнизон. В последующие годы Мезецк (Мещовск) стал пограничной крепостью Русского государства и не раз подвергался нападениям литовцев и крымских татар. В 1610 году город был разорён и сожжён дотла войсками Сигизмунда III. Кремль был частично восстановлен, но вновь сожжён литовцами в 1613 году. В 1617 году русский гарнизон во главе с воеводой Истомой Засецким был вынужден сдаться осадившему город Станиславу Чаплинскому. По условиям Деулинского перемирия вернулся в состав Русского государства. К 1629 году укрепления прогнили и пришли в негодность. Крепость была обновлена и расширена во время Смоленской войны воеводой Ефимом Мышецким. После данной перестройки крепость имела рубленую дубовую стену протяжённостью 256 м и шесть башен, в том числе одну проездную с дозорной вышкой и вестовым колоколом.
Внутри кремля находились деревянная соборная церковь, воеводский двор, приказная изба, хлебная житница и разнообразные казённые постройки. На дне рва, окружавшего крепость, находился дубовый частокол, а перед ним — надолбы. К концу XVII века крепость значительно обветшала, а в 1693 или 1694 году сгорела от удара молнии. Земляные валы сохранились до наших дней.
Существует версия, что помимо городища, находящегося на Рождественской горе, существовало ещё одно городище, которое во второй половине XX века было разрушено земляными работами. Этим объясняют двухкратное упоминание Мещовска в «Списке русских городов дальних и ближних» под схожими, но разными именами. В рамках этой версии оба поселения слились в течение XVI века. Однако на регулярном плане Мещовска конца XVIII века второе городище не указано. Более вероятно ошибочное дублирование упоминания Мещовска в «Списке русских городов дальних и ближних».